# Bliesgau

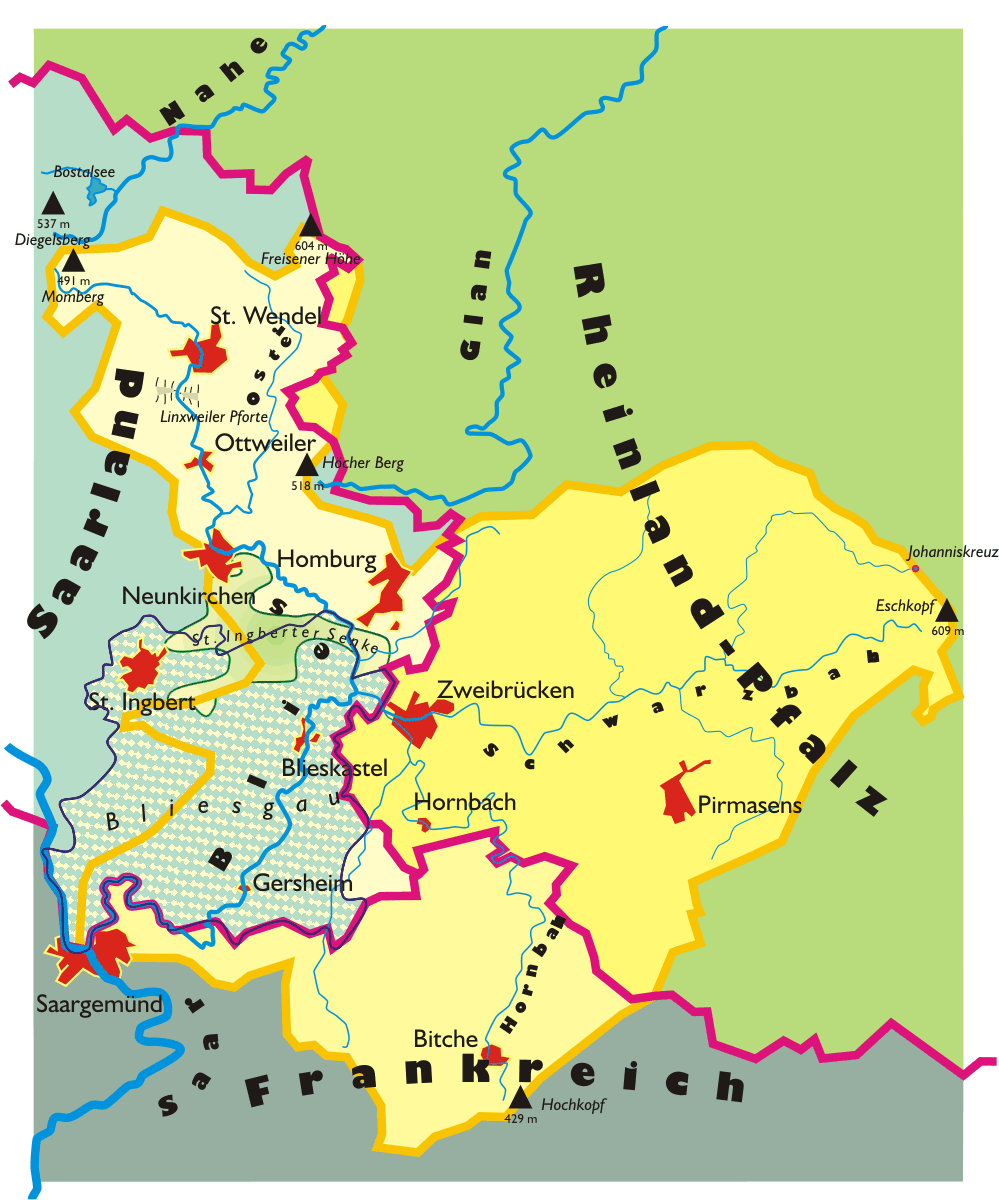
Bản đồ Bliesgau

Bliesgau là một khu vực ở bang Saarland nước Đức. Vùng này nằm bên sông Blies, một nhánh của sông Saar, và nằm gần biên giới với Pháp.
Blieskastel là thị xã chính của khu vực này, các thị xã khác có gồm Gersheim và Mandelbachtal. Vùng này tạo là một bộ phận của vùng địa lý lớn hơn Muschelkalk.
Trong lịch sử, khu vực này lần đầu được ghi chép vào thế kỷ 10 khi nó tạo thành vùng đất của Địa phận Giám mục Metz, cùng với St. Ingbert. Địa phận này được các công tước của Bleisgau thống trị
Tháng 3 năm 2009, UNESCO đã đưa khu vực này vào danh sách khu dự trữ sinh quyển.